# 지하디 존
무함마드 엠와지(Mohammed Emwazi, 1988년 8월 17일 ~ 2015년 11월 12일)는 지하디 존(Jihadi John)이라는 별칭으로 알려진 영국계 아랍인 테러리스트이다.
쿠웨이트 태생이며 1994년에는 가족들과 함께 영국으로 이주했다. 2006년부터 2009년까지 웨스트민스터 대학교 컴퓨터 프로그래밍을 전공했고 나중에 쿠웨이트에서 IT 회사의 점원으로 근무했다. 2013년부터 2015년까지 이슬람 극단주의 무장 단체인 이라크 레반트 이슬람 국가의 대원으로 활동하면서 이라크 레반트 이슬람 국가의 인질 처형 영상에서 등장했다.
지하디 존이라는 별칭은 "비틀즈"로 명명된 테러리스트 그룹에서 사용된 별칭인데 이는 존 레논에서 이름을 딴 별칭이다. 지하디 존이 속해 있던 테러리스트 그룹은 테러리스트 4명이 활동했으며 영국 억양을 띤 영어를 구사했다. 2015년 11월 12일 미국 정부는 지하디 존이 시리아의 락까에서 드론 공격에 의해 사망하였다고 발표하였다.

## 지하디 존이 등장한 참수 영상의 목록
- 2014년 8월, 미국 기자 제임스 폴리 참수 영상
- 2014년 9월 2일, 미국 기자 스티브 소틀로프 참수 영상
- 2014년 9월 13일, 영국 구호단체 직원 데이빗 하이네스 참수 영상
- 2014년 11월, 시리아 정부군 단체 참수 영상
- 2015년 1월, 일본인 고토 겐지, 유카와 하루나 참수 영상